# Ben is Back
Ben is Back er en dramafilm, instrueret af Peter Hedges og med Lucas Hedges, Julia Roberts, og Courtney B. Vance i hovedrollerne.

## Medvirkende
- Julia Roberts som Holly Burns
- Lucas Hedges som Ben Burns
- Courtney B. Vance som Neal Beeby
- Kathryn Newton som Ivy Burns
- Rachel Bay Jones som Beth Conyers
- David Zaldivar som Spencer 'Spider' Webbs
- Alexandra Park som Cara K
- Michael Esper som Clayton
- Tim Guinee som Phil
- Myra Lucretia Taylor som Sally